# Dîtînîci, Dubno
Dîtînîci (în ucraineană Дитиничі) este un sat în comuna Ploska din raionul Dubno, regiunea Rivne, Ucraina.

## Demografie
Componența lingvistică a localității Dîtînîci
     Ucraineană (99,8%)
     Alte limbi (0,2%)
Conform recensământului din 2001, majoritatea populației localității Dîtînîci era vorbitoare de ucraineană (99,8%), existând în minoritate și vorbitori de alte limbi.